# بيتر كمبر
بيتر كمبر (بالهولندية: Peter Kemper)‏ هو لاعب كرة قدم هولندي في مركز الدفاع، ولد في 13 أكتوبر 1942 في لاهاي في هولندا، وتوفي في 25 مارس 2020. شارك مع منتخب هولندا لكرة القدم. أما مع النوادي، فقد لعب مع نادي آيندهوفن وهيلموند سبورت.

## وصلات خارجية
- بيتر كمبر على موقع قاعدة بيانات كرة القدم.إي يو (الإنجليزية)
- بيتر كمبر على موقع ناشيونال فوتبول تيمز (الإنجليزية)
- بيتر كمبر على موقع Soccerway.com (الإنجليزية)
- بيتر كمبر على موقع عالم كرة القدم.نت (الإنجليزية)